# 中西女中
中西女中（McTyeire School），是美国监理会于1892年上海创办的一间女校。中西女中連同圣玛利亚女中於1952年被上海市教育局接管，被合并成上海市第三女子中学（現門牌江苏路155号），址屬原中西女中。原圣玛利亚女中校址（位處現长宁来福士广场）则改办上海纺织专科学校，后为东华大学纺织学院长宁分校区。
學校曾培养大批近代中國的知识女性，促进女子教育的发展，還催生了第一間華人自辦的女校，是中国近代史上最具知名度的教会女校。

## 历史
19世纪70年代，西方教会在华办学已有一定数量，据教务杂志（The Chinese Recorder and Missionary Journal）资料，1877年，西方教会在华学校已有347间，学生5,917名。
学者胡卫清指出，當時西方教会学校学生不少，却多为流浪儿童，教学内容也以宗教为主，社会影响力有限。监理会传教士林乐知亦说，当时监理会属下的学校学生“来自最低下、最无希望的阶层”，并希望创办一学生来自“最优秀和最有希望的阶层”的新式学校。在他的努力下，1882年，采用双语教学的中西书院于上海成立，十分成功。书院原定招收男女兼收，最终却不收女学生。胡卫清认为，书院的成功，鼓舞了林乐知，促使他加紧创办一招收女学生的同类学校。
1885年，林乐知与同属监理会的女传教士海淑德合作，海淑德负责筹集25,000美元，在华举办女校。筹款方式的是发行每股10美元的股票，需售出2,500股。同年6月，监理会女布道会开会，海淑德在华办学的计划令与会者反响不小，会上售出了820股，已占需筹集经费的三分之一。
1917年，中西女塾迁往忆定盘路。
二戰後中國政權變化，1950年7月，美国基督教卫理工会华特主教建议在华全体传教士离境，因政府由1951年起會全面接管育主權，外籍教师無法留任。中西女中的外籍教师就在1950年底陆续离校回国。而后中西女中初一新生教材全部采用政府颁发的新教材，宗教课被完全取消，代之以政治思想教育，更成立少年儿童队。

## 校训
- 英文：LIVE，LOVE，GROW
- 中文：积中发外，智圆行方

## 校歌
- 英文：

Near the mighty Yangtse River, in the heart of old Shanghai.

There's a school for China's daughters, bringing truth and freedom high.

May she live and grow forever, scatter knowledge far and near.

Till all China learn the lessons, that we learn at old McTyeire.

Blessing on thee, old McTyeire. How we love thee, dear McTyeire.

May thy daughters live, and love, and grow forever, old McTyeire.

Here's our health to thee, McTyeire, Here's our wealth to thee, McTyeire.

Though we live a thousand years, We'll remember old McTyeire. 

- 中文：

扬子江滨兮歇浦傍，有女校兮世界光；

春风和蔼兮读书当，教人处世立身方。

幼而学长为众所望，邦之英俊国之祥；

积中发外兮端且庄，凭将学识整纪纲。

更愿身心健与康，驰誉中西翰墨场；

智圆行方柔而刚，转移风俗兮趋纯良。

精神永兮岁月长，勤勤恳恳名显扬；

中西女校兮百世芳，吾校万寿永无疆。

## 原校設施
校园由一条横贯东西的龙墙分为南北两园。北园原有一幢四层楼的住宅，作为校舍一直使用至1935年，拆除重建为教学大楼景莲堂（连吉生纪念堂，Richardson Hall，今五四楼），内设一个内部装修讲究的礼堂。楼前大草坪。东侧是建于1922年的社交堂（Social Hall，今五一楼），为宿舍楼。南园有一荷花池、教师之家（1921年）和健身房（1928年）。

## 原校特色
按照美国中学的教学要求严格治校，设置的课程有英文、国文、数学、科学、地理、历史、宗教、家政等，早期所用课本除国文，其他都引入了美国中学原版教材。
中西女中重视英文、音乐舞蹈、礼仪家政的教学和学生的课外活动，很受中上等家庭的欢迎。

中西女中收费较高，与圣玛利亚女中（St.Mary's Hall）同被称为贵族教会女校。
中西女中没有专用的教堂，社交堂内设有250座位的礼堂，以“海涵堂”牧区名义组织宗教活动。景莲堂建成后，宗教活动在那里进行。大礼堂有座位1192个，两侧设有彩色玻璃窗。

## 原校历任校长
- 1892年－1900年：海淑德（Laura Haygood，1845-1900）
- 1900年－：连吉生（Helen Richardson）
- 1930年－1936年：杨锡珍
- 1936年－1952年：薛正，

## 著名校友
見上海市第三女子中学